# Chrzczany
Chrzczany  [ˈxʂt͡ʂanɨ] est un village polonais de la gmina de Sochaczew dans le powiat de Sochaczew et dans la voïvodie de Mazovie.
Il se situe approximativement à 7 kilomètres à l'est de Sochaczew et à 46 kilomètres à l'ouest de Varsovie.